# Cathédrale de la Divine-Providence de Chişinău
La cathédrale de la Divine-Providence est une cathédrale catholique néoclassique du XIXe siècle située à Chișinău, en Moldavie.

## Historique
L'église est construite en 1836 par l'architecte Avraam Melnikov, grâce aux subventions du tsar Nicolas Ier de Russie. Avec l'avènement au pouvoir des soviétiques en 1944, toutes les activités paroissiales furent nationalisées et en 1963 l'église fut fermée obligeant les fidèles à se rendre dans une petite chapelle du cimetière.
En 1989, le bâtiment est restitué à la paroisse. L'église est le siège de l'administration apostolique de Moldavie depuis 1993 qui a été élevé au rang de diocèse en 2001.